# بوب بلير
بوب بلير (23 يونيو 1932 في نيوزيلندا - ) (بالإنجليزية: Bob Blair)‏ هو لاعب كريكت نيوزلندي. شارك مع منتخب نيوزيلندا الوطني للكريكت.

## وصلات خارجية
- بوب بلير على موقع إي آس بي آن كريك إنفو (الإنجليزية)